# HD 217926
HD 217926，又名BD+05 5123，SAO 127937、HR 8776，是一颗恒星，视星等为6.41，位于銀經81.4，銀緯-47.41，其B1900.0坐标为赤經22h 58m 57.3s，赤緯+6° -47.41′ 38″。